# Příměří z Compiègne (druhá světová válka)

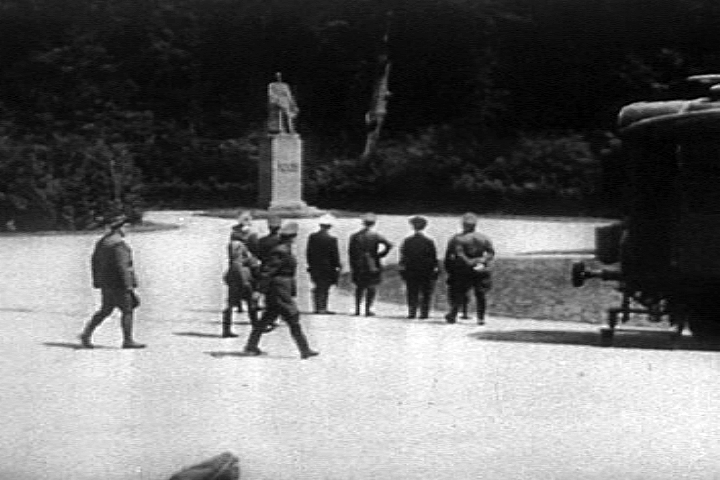
Adolf Hitler (ruce v bok) při pohledu na sochu Ferdinanda Focha před zahájením jednání o příměří v Compiègne, Francie (21. června 1940)

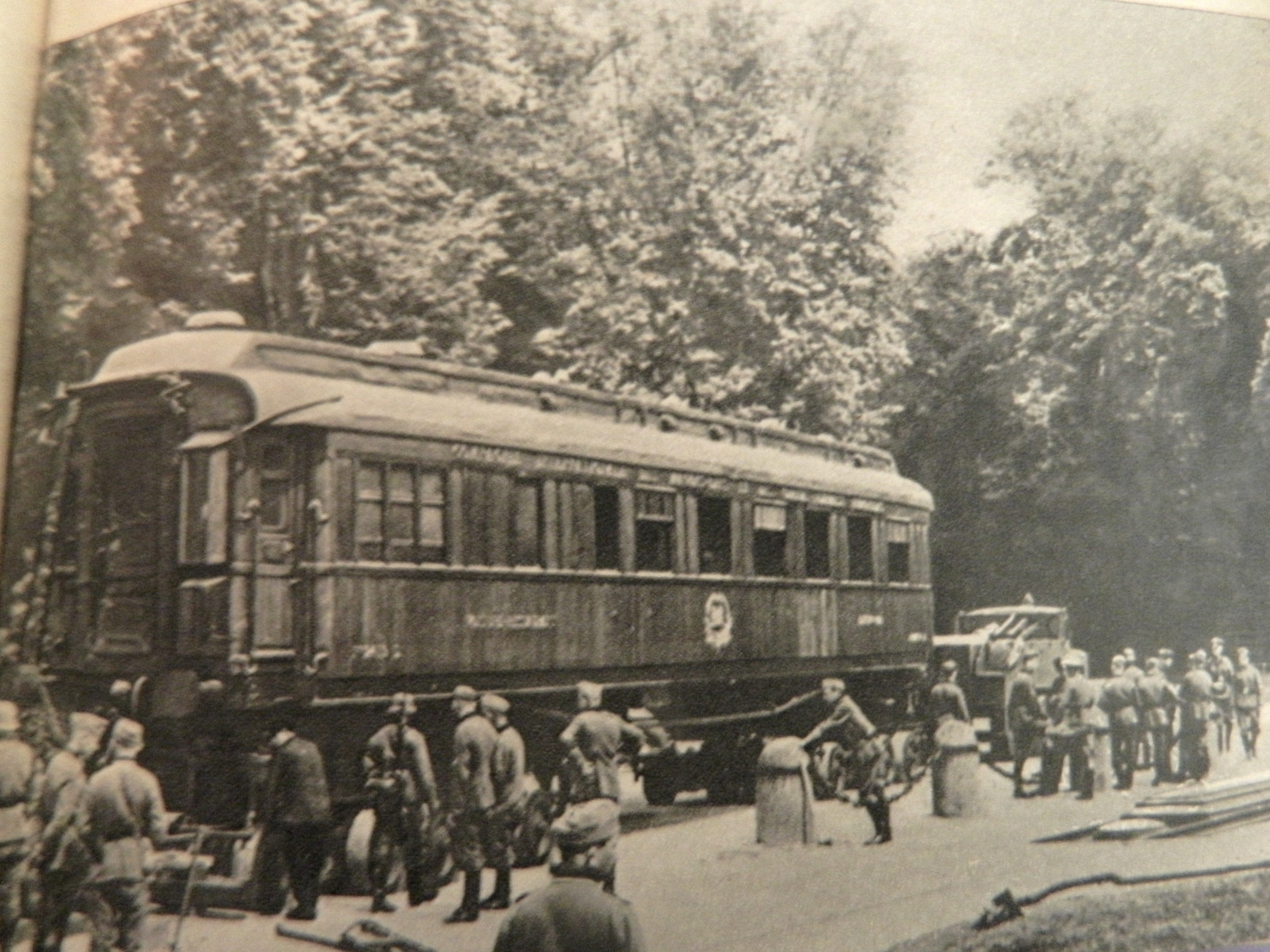
Železniční vůz přistavený na stejné místo jako po první světové válce, připravený Němci na podepsání druhého příměří v Compiègne, červen 1940

Příměří z Compiègne bylo příměří podepsáné dne 22. června 1940 v 18:36 poblíž francozského Compiègne úředníky Třetí francouzské republiky a generály nacistického Německa. V platnost vstoupilo po půlnoci 25. června 1940.
Mezi signatáři za Německo patřil Wilhelm Keitel, vysoký důstojník Wehrmachtu. Za Francii podepsali dokument důstojníci s nižší hodností včetně generála Charlese Huntzigera. Po rozhodném německém vítězství v bitvě o Francii (10. května – 21. června 1940) v druhé světové válce vznikla na základě  příměří německá okupační zóna v severní a západní Francii. Okupační zóna se týkala všech přístavů Lamanšského průlivu a Atlantského oceánu. Ostatní přístavy byly ponechané „volné, řízené Francouzi“. Jako místo k podpisu příměří vybral Adolf Hitler záměrně paseku v Compiègneském lese pro její symboliku (revanšismus). Na stejném místě bylo podepsáno v roce 1918 příměří s Německem, které znamenalo konec první světové války a konečnou kapitulaci Německa.

## Bitva o Francii
Nejlepší část zmodernizované francouzské armády byla vyslána na sever a byla ztracena v německém obklíčení. Francouzi přišli o své nejlepší těžké zbraně a nejlepší obrněné formace. Mezi květnem a červnem francouzské síly ustupovaly a Německo hrozilo obsazením Paříže. Francouzská vláda byla nucena dne 10. června přesídlit do Bordeaux aby se vyhnula zajetí a ve stejný den byla Paříž prohlášena za otevřené město. 
Návrh francouzsko-britské unie (koncept unie mezi dvěma nezávislými suverénními státy Velké Británie a Francie, navrhovaná během určitých krizí 20. století)  byl po pádu Paříže hlavním faktorem, který přispěl k tomu, že se Francouzi tak rychle vzdali Německu. Zatímco francouzský odpor pokračoval na neobsazeném území pod vedením Charlese de Gaulla, kapitulace Paříže ukončila veškeré další pokusy Britů o sjednocení obou zemí.
Do 22. června měly německé ozbrojené síly (Wehrmacht) ztráty 27 000 mrtvých, více než 111 000 zraněných a 18 000 pohřešovaných. Francouzské ztráty byly 92 000 mrtvých a více než 200 000 zraněných. Britské expediční síly měly 68 000 obětí, z toho asi 10 000 mrtvých.

## Compiègne
Když Adolf Hitler obdržel od francouzské vlády zprávu, že si Francie přeje vyjednat příměří, vybral Hitler záměrně jako místo pro jednání Compiègneský les. Důvodem bylo, že Compiègne bylo místem příměří v roce 1918, příměří, které ukončilo první světovou válku kapitulací Německa. Proto využil Hitler toto místo jako skvělý okamžik pomsty. Rozhodl, že k podpisu by mělo dojít ve stejném železničním voze, vagónu z Compiègne, kde Němci podepsali příměří v roce 1918. V poslední větě preambule autoři vložili větu:„Německo však nemá v úmyslu použít podmínky příměří a jednání o příměří jako formu ponížení proti tak udatnému protivníkovi“, s odkazem na francouzské síly. V článku 3, odstavec  2, navrhovatelé uvedli, že jejich záměrem nebylo plně obsadit severozápadní Francii po ukončení nepřátelských akcí s Británií.
Americký novinář William Lawrence Shirer, který byl jednání přítomen napsal: „Jsem jen padesát yardů od něj. […] Tuto tvář jsem viděl mnohokrát ve velkých chvílích jeho života. Ale dnes! Jeho tvář hoří opovržením, hněvem, nenávistí, pomstou, triumfem.“ V železničním vagónu dovezeném z muzea a postaveném přesně tam, kde stál v roce 1918, dne 21. června 1940 seděl Hitler ve stejném křesle, ve kterém seděl maršál Ferdinand Foch tváří v tvář stojícím zástupcům poražené německé říše. Poté, co si Hitler přečetl preambuli, ve vypočítavém gestu pohrdání francouzskými delegáty opustil vůz stejně, jako to udělal Foch v roce 1918, a nechal jednání na svém vrchním veliteli ozbrojených sil generálu Wilhelmu Keitelovi. Jednání trvala celý den, až do večera 22. června 1940: Generál Huntziger musel telefonicky prodiskutovat podmínky s představiteli francouzské vlády, kteří uprchli do Bordeaux, hlavně s nově jmenovaným ministrem obrany generálem Maxime Weygandem.

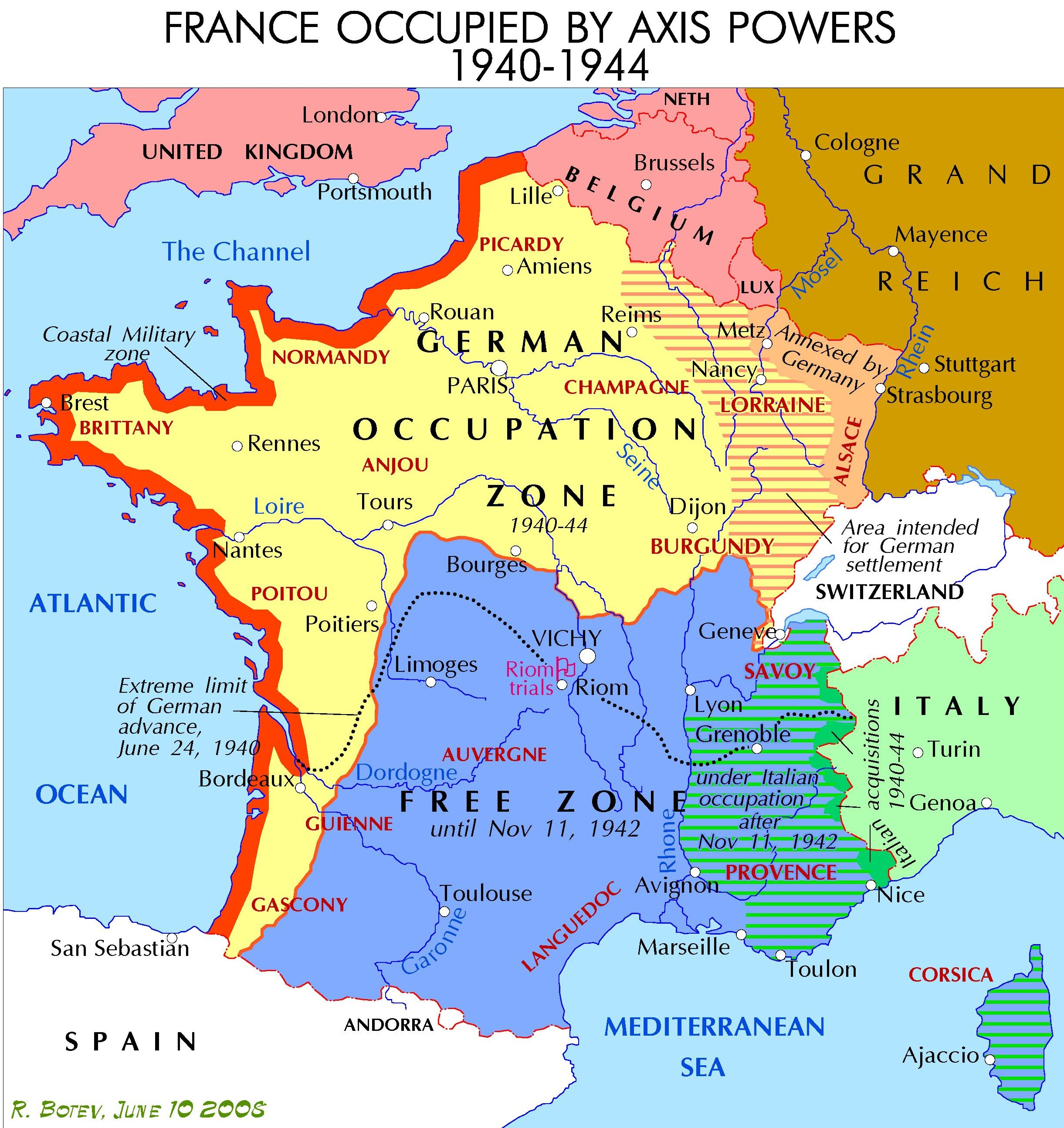
Mapa Německem okupované Francie

## Podmínky
Adolf Hitler měl řadu důvodů, proč souhlasit s příměřím. Potřeboval zajistit, aby Francie nepokračovala v boji o francouzské území v severní Africe. Také chtěl zajistit aby bylo vyřazeno z války francouzské námořnictvo. Navíc ponechání vlády ve Francii na francouzské vládě zbavilo Německo  značné zátěže při správě francouzského území, zvláště když Hitler obrátil svou pozornost k Británii. A navíc, Německu chybělo námořnictvo nutné k obsazení francouzských zámořských území. Hitlerovo jediné praktické řešení, jak znemožnit zapojení britského námořnictva bylo udržet formálně nezávislý a neutrální francouzský stát. 
Podle knihy Williama Shirera Rise and Fall of the Third Reich (Vzestup a pád Třetí říše) si francouzský generál Charles Huntziger stěžoval, že podmínky příměří uvalené na Francii byly tvrdší než podmínky uvalené na Německo v roce 1918. Zajišťovaly německou okupaci tří pětin Francie severně a západně od trasy vedoucí přes Ženevu a Tours a sahající až ke španělským hranicím, aby měl Kriegsmarine nacistického Německa přístup do všech přístavů ve francouzském Lamanšském průlivu a v Atlantiku. Všechny osoby, kterým byl udělen politický azyl, musely být zajištěny a veškeré náklady na okupaci musela nést Francie, přibližně 400 milionů francouzských franků denně. Byla povolena minimální francouzská armáda. Jako jeden z mála Hitlerových ústupků nemuselo být francouzské námořnictvo odzbrojeno, ale nesmělo své zbraně použít. Hitler si uvědomil, že příliš velký tlak na Francii může vést k tomu, že Francie bude bojovat mimo Evropu  za své kolonie. Neobsazenému regionu na jihu, Zone libre, byla ponechána relativní svoboda. Byl řízen francouzskou administrativou se sídlem ve Vichy, která také spravovala okupované zóny, i když za přísných omezení.
Předpokládalo se, že tento stav potrvá do doby než bude sjednána konečná mírová smlouva. V té době si Francouzi i Němci mysleli, že okupace je pouze prozatímním stavem a potrvá jen do doby, než se Británie vzdá, což Hitler považoval za krátkodobou záležitost. Příklad: žádná z francouzských delegací neměla námitky proti ustanovení, že francouzští vojáci zůstanou válečnými zajatci až do ukončení všech nepřátelských akcí. Téměř 1 000 000 Francouzů tak bylo nuceno strávit příštích pět let v zajateckých táborech – asi třetina z počátečních 1 500 000 zajatců byla propuštěna nebo vyměněna v rámci programu nucených prací v Německu až do skončení války. Program nucených prací Service du Travail Obligatoire – bylo nucené zařazení a deportace stovek tisíc francouzských dělníků do nacistického Německa, kde pracovali pro německé válečné úsilí během druhé světové války.
Konečná mírová smlouva nebyla nikdy sjednána a do té doby neokupovanou zónu obsadilo Německo a Mussoliniho Itálie  po invazi Spojenců do francouzské severní Afriky v listopadu 1942. Invaze spojenců do severní Afriky Němce nemile překvapila a vedle mimo jiné k operaci  Anton 11. listopadu 1942. Cílem operace byla okupace dosud formálně nezávislé části Francie spravované vládou ve Vichy (viz. potopení francouzské floty v Toulonu).
Článek 19 francouzsko-německého příměří požadoval, aby francouzský stát předal německým úřadům jakéhokoli německého státního příslušníka na francouzském území, který poté často čelil deportaci do koncentračního tábora (doložka „kapitulace na vyžádání“). Keitel poskytl slovní ujištění, že se to bude týkat hlavně těch uprchlíků, kteří „podněcovali válku“, což je eufemismus pro Židy, a zejména německé Židy, kteří do té doby měli ve Francii azyl. Keitel také učinil další ústupek, že francouzská letadla nemusí být předána Němcům.
Francouzská delegace – vedená generálem Charlesem Huntzigerem – se pokusila zmírnit drsnější podmínky příměří, ale Keitel odpověděl, že příměří budou muset přijmout nebo odmítnout. Vzhledem k vojenské situaci, ve které se Francie nacházela, neměl Huntziger „jinou možnost“, než přistoupit na podmínky příměří. Příměří vstoupilo v platnost v 00:35 dne 25. června 1940, o více než dva dny později, tedy poté, co bylo mezi Francií a Itálií, hlavním německým spojencem v Evropě, podepsáno další příměří.
Příměří mělo pro Francouze určité relativní výhody ve srovnání s horšími možnými výsledky, jako například udržení koloniální říše a flotily, a tím, že se vyhnul plné okupaci a odzbrojení, část francouzského území v neobsazené zóně mohl prosadit určitou nezávislost a neutralitu vůči Ose (Osa Berlín–Řím–Tokio).

## Zničení Compiègne

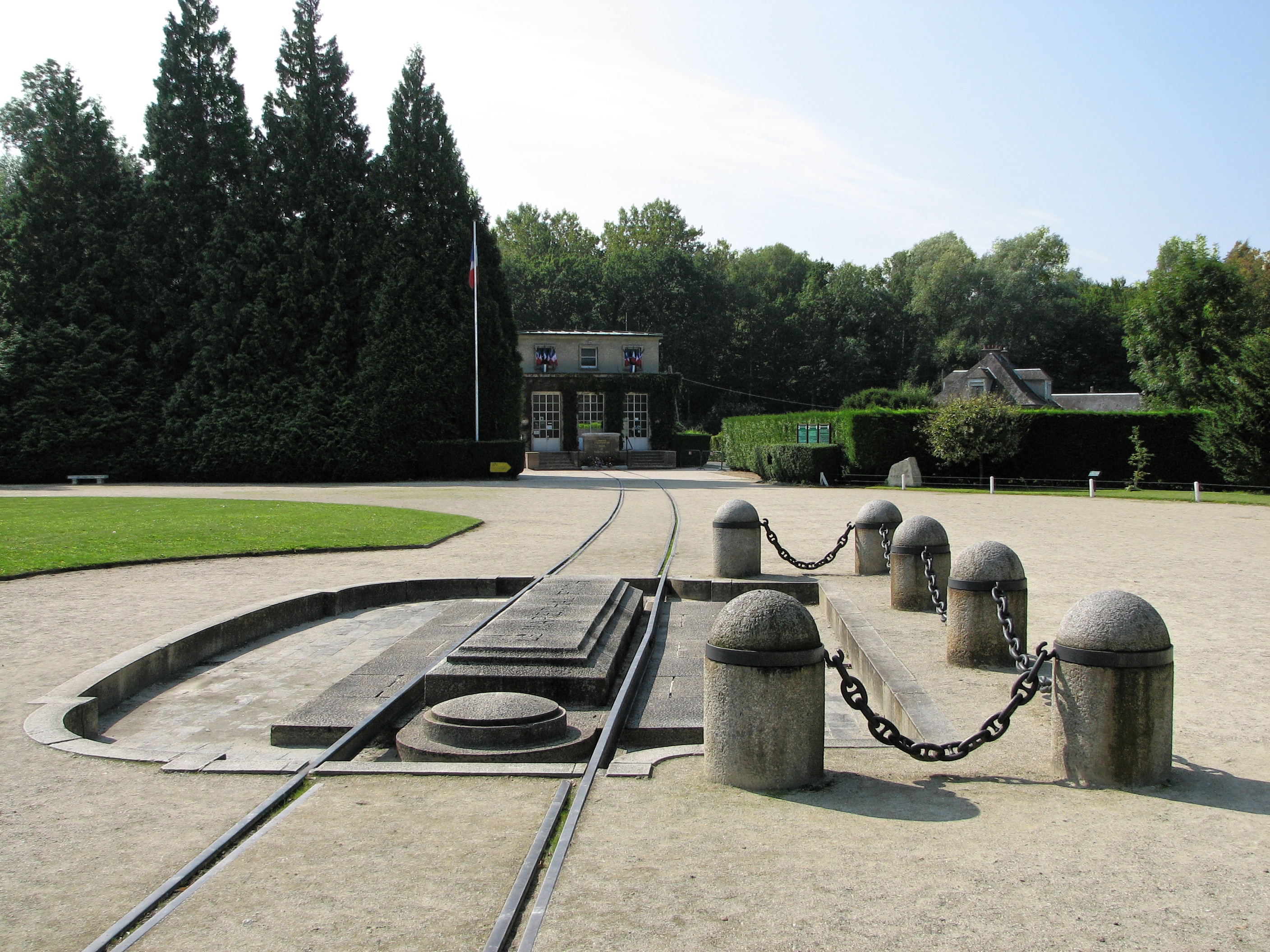
Rekonstruovaný památník z roku 1922 na mýtině Příměří

Compiègne jako místo podpisu příměří bylo zničeno Němci na Hitlerův rozkaz o tři dny později. Samotný vůz byl odvezen do Berlína jako trofej spolu s kusy velké kamenné desky. Alsasko-lotrinský památník (zobrazující německého orla probodeného mečem) byl také zničen a všechny důkazy o místě byly vymazány, kromě pozoruhodné sochy Ferdinanda Focha: Hitler nařídil, aby byla ponechána neporušená, takže bude uctívána pouze pustinou. Železniční vůz byl později vystaven v Berlíně a poté v roce 1945 převezen do Crawinkelu v Durynsku, kde byl zničen jednotkami SS a trosky byly zakopány. Po válce byly místo a památníky restaurovány německými válečnými zajatci.